# Kalagi
Kalagi (Schreibvariante: Kalagie und auch Kalagie Sanyang Kunda) ist eine Ortschaft im westafrikanischen Staat Gambia.
Nach einer Berechnung für das Jahr 2013 leben dort etwa 480 Einwohner, das Ergebnis der letzten veröffentlichten Volkszählung von 1993 betrug 358.

## Geographie
Kalagi liegt im Osten der West Coast Region, Distrikt Foni Jarrol, ungefähr 98 Kilometer östlich von Brikama und ungefähr 28 Kilometer östlich von Bwiam entfernt. Der Ort, ungefähr sechs Meter über dem Meeresspiegel, liegt an der South Bank Road, an der Stelle, an der die Fernstraße nach Norden abknickt und den Bintang Bolong überquert. Der Bintang Bolong, ein Nebenfluss des Gambia, ist an dieser Stelle ungefähr 300 Meter breit. Die Überquerung erfolgt mit einem Damm und der Brumen Bridge.